# Ślinianka podżuchwowa

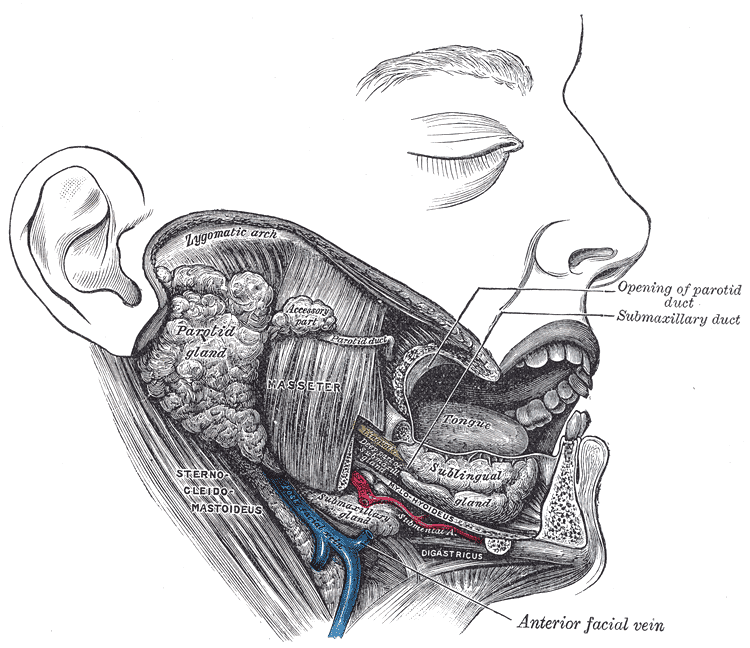
Twarzoczaszka – widok z boku. Ślinianka podżuchwowa oznaczona jako Submaxillary gland. Widoczny także przewód Whartona (Submaxillary duct).

Ślinianka podżuchwowa (łac. glandula submandibularis) – gruczoł zewnątrzwydzielniczy, wydzielający ślinę, u człowieka składający się z dwóch większych i 5-20 mniejszych gruczołów, które leżą oddzielnie i w pobliżu gruczołów większych. Jest znacznie mniejsza od ślinianki przyusznej. Jej waga waha się od 10-15 g. Leży w przestrzeni podżuchwowej. Jest znacznie twardsza od ślinianki przyusznej i jest wyczuwalna podczas palpacji szyi.
W anatomii zwierząt używa się też terminu ślinianka żuchwowa.

## Topografia
Ślinianka leży w przestrzeni podżuchowej w trójkącie ograniczonym od góry przez gałąź żuchwy a z boków przez oba brzuśce mięśnia dwubrzuścowego. Pokryta jest blaszką powierzchowną powięzi szyi oraz mięśniem szerokim szyi. Powierzchnia górno-boczna dochodzi do wewnętrznej, dolnej powierzchni trzonu żuchwy poniżej kresy żuchwowo-gnykowej. Na żuchwie ślinianka tworzy wycisk zwany dołkiem podżuchwowym (łac. fovea submandibularis). Powierzchnia przyśrodkowa gruczołu leży na mięśniu żuchwowo-gnykowym a jego część górna wyrostek górny ślinianki podżuchwowej (łac. processus superior glandulae submandibularis) wsuwa się między mięsień żuchwowo-gnykowy a mięsień gnykowo-językowy wchodząc do okolicy podjęzykowej. Przylega ona w tej części do brzegu tylnego ślinianki podjęzykowej. Torebka gruczołu utworzona jest przez obie warstwy (zewnętrzną i wewnętrzną) blaszki powierzchownej powięzi szyi. Czasami ślinianka podżuchwowowa może pokrywać brzusiec tylny mięśnia dwubrzuścowego i dalej dochodzić do dolnego bieguna ślinianki przyusznej, z którym niekiedy się łączy.

## Przewód Whartona

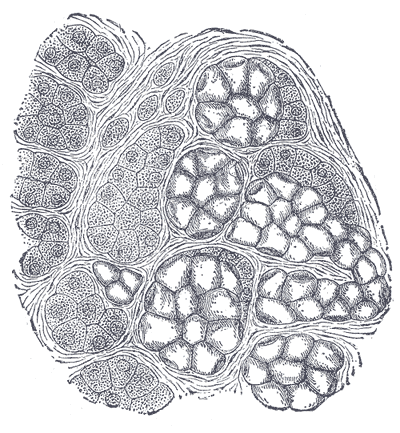
Budowa histologiczna ślinianki podżuchwowej. Po stronie lewej widoczne barwiące się ciemniej komórki gruczołowe surowicze wydzielające rzadką ślinę, po stronie prawej jasno wybarwione komórki śluzowe wydzielające lepką i gęstą ślinę.

Przewód wyprowadzający ślinianki przewód Whartona (łac. ductus submandibularis Whartoni) wychodzi z tylno-przyśrodkowej powierzchni gruczołu. Biegnie on następnie dookoła tylnego brzegu mięśnia żuchwowo-gnykowego, kieruje się ku przodowi i do przyśrodka leżąc na mięśniu gnykowo-językowym i po drodze krzyżując nerw językowy, na co szczególnie trzeba zwrócić uwagę podczas resekcji gruczołu. Biegnąc w kierunku dna jamy ustnej przebiega przyśrodkowo od ślinianki podjęzykowej. Przewód Whartona uchodzi rzadko samodzielnie, najczęściej wraz z przewodem większym ślinianki podjęzykowej na mięsku podjęzykowym w dnie jamy ustnej.

## Badanie ślinianki podżuchwowej
Należy do badania laryngologicznego. Badaniem palpacyjnym ślinianka podżuchwowa jest wyczuwalna w górno-bocznej części szyi, obustronnie pod żuchwą. Może być ona także dostępna badaniu od strony jamy ustnej palcem, który wkładamy między język a żuchwę, kierując go w kierunku kąta żuchwy; drugą rękę kładziemy na powierzchni szyi uciskając skórę od dołu.

## Unaczynienie i unerwienie ślinianki podżuchwowej
Tętnice
- tętnica twarzowa
- tętnica językowa

Żyły odprowadzające krew z gruczołu odpowiadają jednoimiennym tętnicom.
Naczynia chłonne
Węzły podżuchwowe leżą na torebce i wewnątrz niej. Węzły leżące na torebce zwykle ulegają powiększeniu podczas chorób warg, policzków czy zębów. Do węzłów chłonnych podżuchwowych odpływa także chłonka z dna jamy ustnej i z języka co jest szczególnie ważne ze względu na możliwość występowania przerzutów do tych węzłów podczas chorób nowotworowych głowy i szyi. Z węzłów chłonnych podżuchwowych chłonka odpływa do węzłów chłonnych szyjnych głębokich.
Nerwy
- współczulne - (wydzielanie niewielkiej ilości gęstej śliny, kleistej): splot tętniczy twarzowy
- przywspółczulne - (obfite wydzielanie płynnej i rzadkiej śliny z przekrwieniem gruczołu): n. twarzowy→struna bębenkowa→n. językowy→zwój podżuchwowy→zraziki gruczołu.

## Piśmiennictwo
A. Bochenek, M. Reicher Anatomia człowieka. tom II. PZWL, Warszawa 1989. ISBN 83-200-1556-1

Przeczytaj ostrzeżenie dotyczące informacji medycznych i pokrewnych zamieszczonych w Wikipedii.